# Terminologia Histologica
Terminologia Histologica (TH) je nadzorovan besednjak za uporabo v citologiji in histologiji. Na spletu ga je objavil Federative International Programme on Anatomical Terminologies (FIPAT), naslednik FCAT.
Ustvarjen je bil z namenom, da nadomesti Nomina Histologica. Nomina Histologica je bila predstavljena leta 1977 v četrti izdaji Nomina Anatomica.
Razvil ga je Federative International Committee on Anatomical Terminology.

## Oris
- h1.00: Citologija
- h2.00: Splošna histologija
  - H2.00.01.0.00001: Matične celice
  - H2.00.02.0.00001: Epitelijsko tkivo
    - H2.00.02.0.01001: Epitelijska celica
    - H2.00.02.0.02001: Površinski epitelij
    - H2.00.02.0.03001: Žlezni epitelij

  - H2.00.03.0.00001: Vezivo in podporna tkiva
    - H2.00.03.0.01001: Celice veziva
    - H2.00.03.0.02001: Ekstracelularni matriks
    - H2.00.03.0.03001: Vlakna veziva
    - H2.00.03.1.00001: Pravilno vezivno tkivo
    - H2.00.03.1.01001: Vezi
    - H2.00.03.2.00001: Mezenhim; Zdrizovina
    - H2.00.03.3.00001: Mrežasto tkivo
    - H2.00.03.4.00001: Maščobno tkivo
    - H2.00.03.5.00001: Hrustančno tkivo
    - H2.00.03.6.00001: Hondroidno tkivo
    - H2.00.03.7.00001: Kostno tkivo; Kostnina

  - H2.00.04.0.00001: Hemotolimfoidni kompleks
    - H2.00.04.1.00001: Krvne celice
    - H2.00.04.1.01001: Eritrocit; Rdeče krvne celice
    - H2.00.04.1.02001: Levkocit; Bele krvne celice
    - H2.00.04.1.03001: Trombocit; Krvne ploščice
    - H2.00.04.2.00001: Plazma
    - H2.00.04.3.00001: Proizvodnja krvnih celic
    - H2.00.04.4.00001: Postnatalna mesta hematopoeze
      - H2.00.04.4.01001: Limfoidno tkivo

  - H2.00.05.0.00001: Mišično tkivo
    - H2.00.05.1.00001: Gladko mišično tkivo
    - H2.00.05.2.00001: Progasto mišično tkivo

  - H2.00.06.0.00001: Živčno tkivo
    - H2.00.06.1.00001: Nevron
    - H2.00.06.2.00001: Sinapsa
    - H2.00.06.2.00001: Nevroglija
- h3.01: Kosti
- h3.02: Spoji
- h3.03: Mišice
- h3.04: Prebavni sistem
- h3.05: Dihalni sistem
- h3.06: Sečni sistem
- h3.07: Genitalni sistem
- h3.08: Endokrini sistem
- h3.09: Kardiovaskularni sistem
- h3.10: Limfoidni sistem
- h3.11: Živčni sistem
- h3.12: Integument

## Sklic
1. ↑  Terminologia Histologica: International Terms for Human Cytology and Histology, Book/CD-ROM Bundle. Hagerstown, MD: Lippincott Williams & Wilkins. 2008. ISBN 978-0-7817-7537-3.
2. ↑  Allen WE (Maj 2009). »Terminologia anatomica: international anatomical terminology and Terminologia Histologica: International Terms for Human Cytology and Histology«. J. Anat. doi:10.1111/j.1469-7580.2009.01093_1.x. PMC 2740970. PMID 19486203.
3. ↑  »International Federation of Associations of Anatomists«. www.unifr.ch. Pridobljeno 20. oktobra 2020.
4. ↑  Singh (1. januar 2008). General Anatomy. Elsevier India. str. 22–. ISBN 978-81-312-1126-7. Pridobljeno 25. novembra 2010.